# 업스테이트 메디컬 유니버시티 아레나
업스테이트 메디컬 유니버시티 아레나(영어: Upstate Medical University Arena)는 미국 뉴욕주 시러큐스에 위치한 실내 경기장이다. 과거 NBA 시러큐스 내셔널즈와 AHL 시러큐스 워리어스, 시러큐스 파이어버즈의 홈경기장으로 사용했으며, 현재 AHL 시러큐스 크런치의 홈경기장으로 사용되고 있다.
| NBA 올스타전 개최 경기장 |                                             |                     |
| 1960년                   | 1961년 오논다가 카운티 워 메모리얼 콜리시엄 | 1962년              |
| 필라델피아 컨벤션 홀     | 1961년 오논다가 카운티 워 메모리얼 콜리시엄 | 세인트루이스 아레나 |
|                          |                                             |                     |
|                          |                                             |                     |